# Fotogalleriet
Fotogalleriet je výstavní prostor v Oslu v Møllergatě věnovaný fotografickému umění.

## Historie
Umělecká instituce byla založena v roce 1977 a v roce 1979 získala formu nezávislé nadace Forbundet Frie Fotografer (FFF) jako největší ze zúčastněných stran. Fotogalleriet vystavuje díla současných norských a mezinárodních umělců z oblasti fotografického umění a také pořádá každoroční jarní výstavu. Dag Alveng a Tom Sandberg založili Fotogalleriet spolu s Bjørnem Høyumem v roce 1977 s ambicí vybudovat centrum pro inovativní fotografické postupy. Fotogalerie získala od roku 1986 podporu Ministerstva kultury, režim podpory, který byl v roce 2012 převeden pod Norskou kulturní radu. Fotogalerii podporují také Norský fotografický fond a Magistrát města Oslo.

## Fotografie

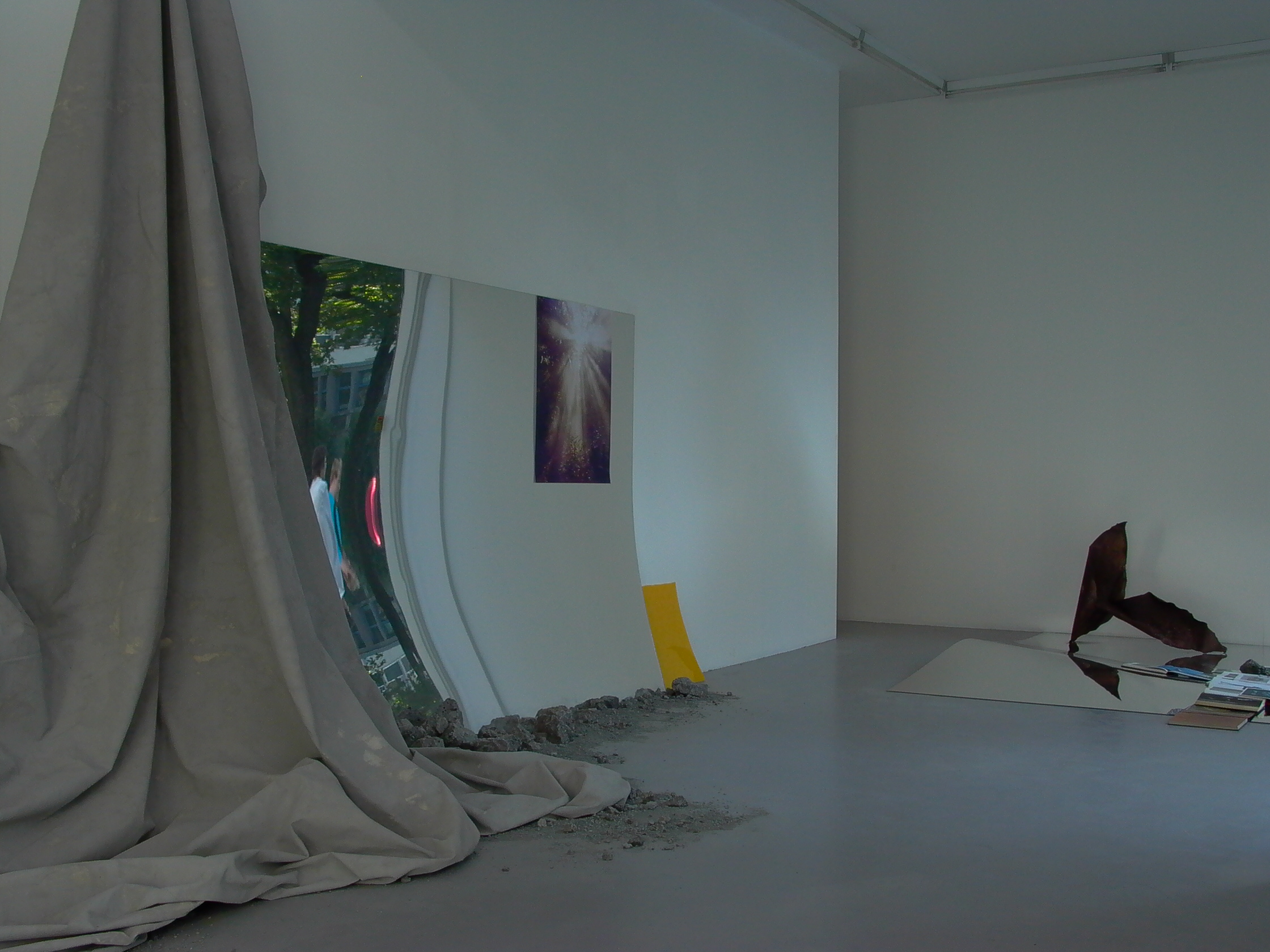
Benjamin's installation
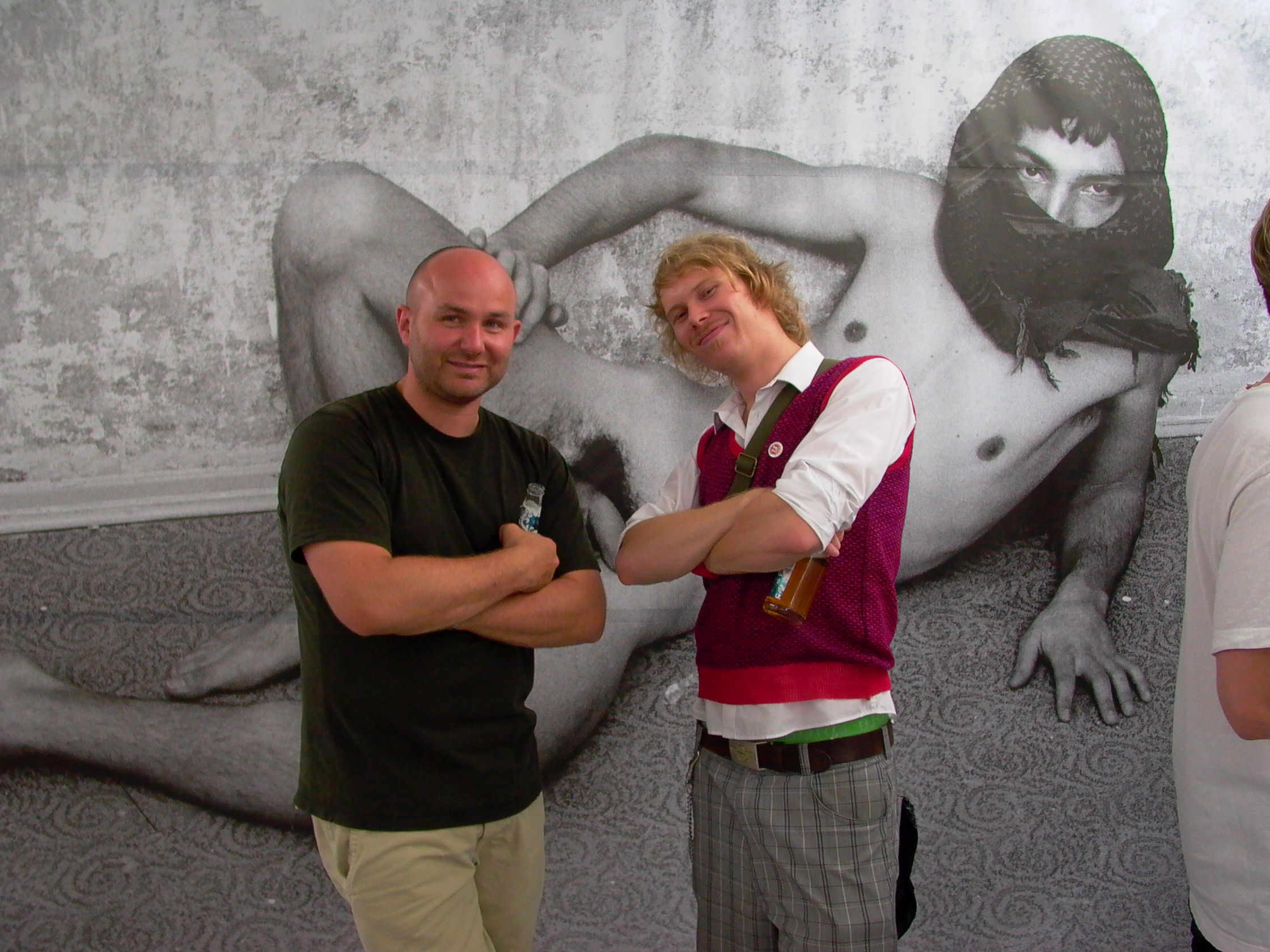
Fotogalleriet
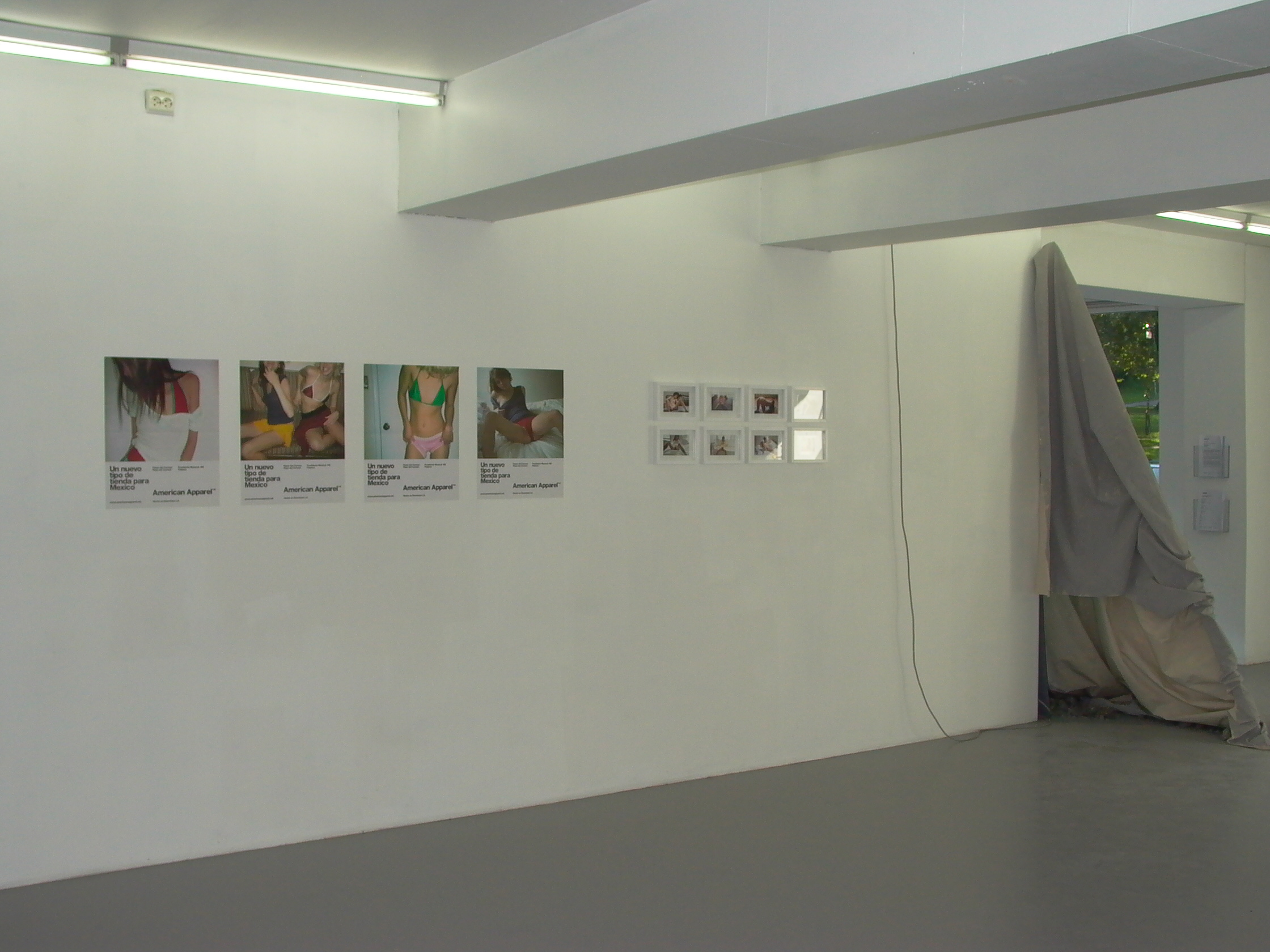
Napoelon Habeica's work
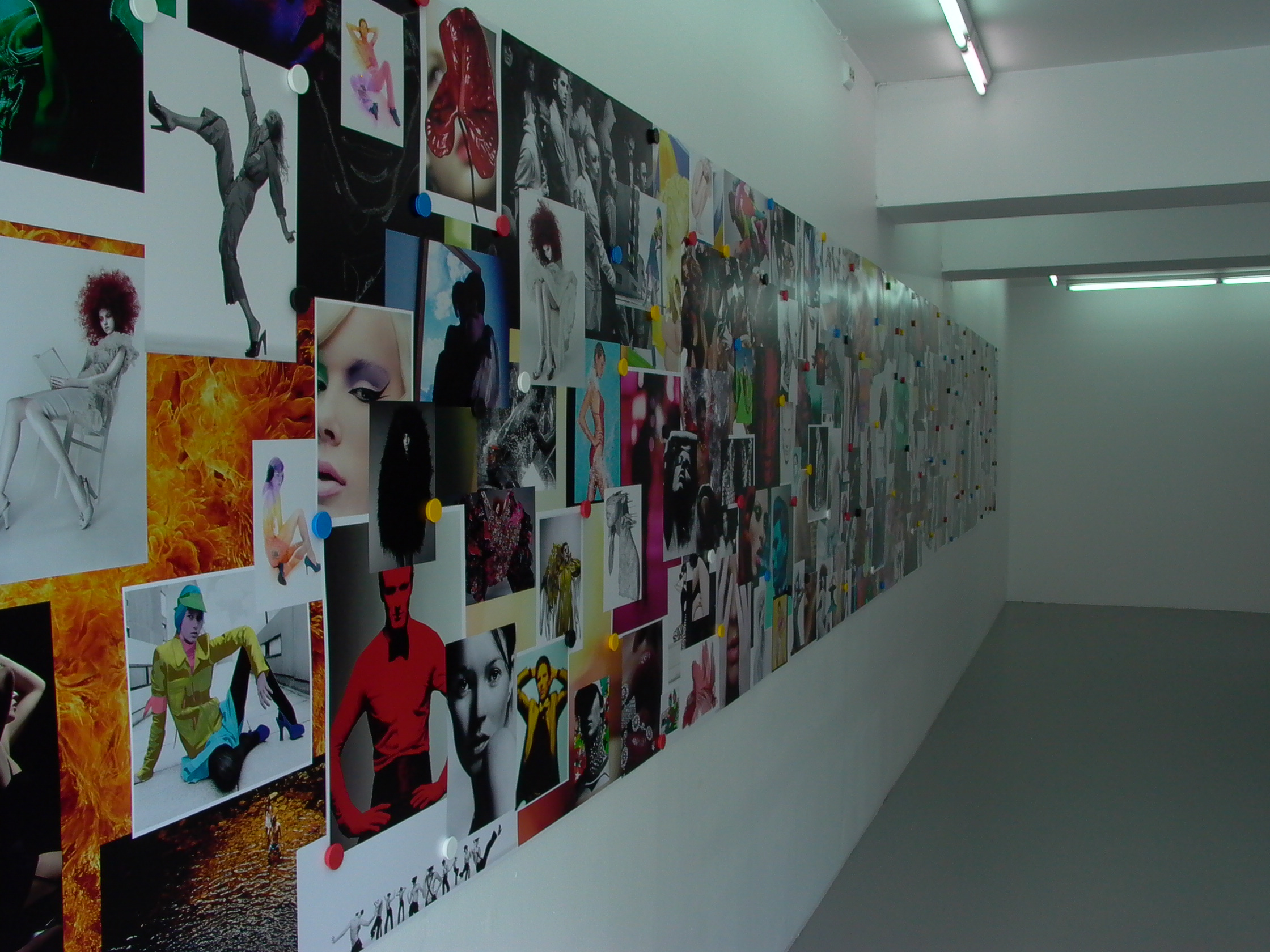
Sølve's monumental collage work
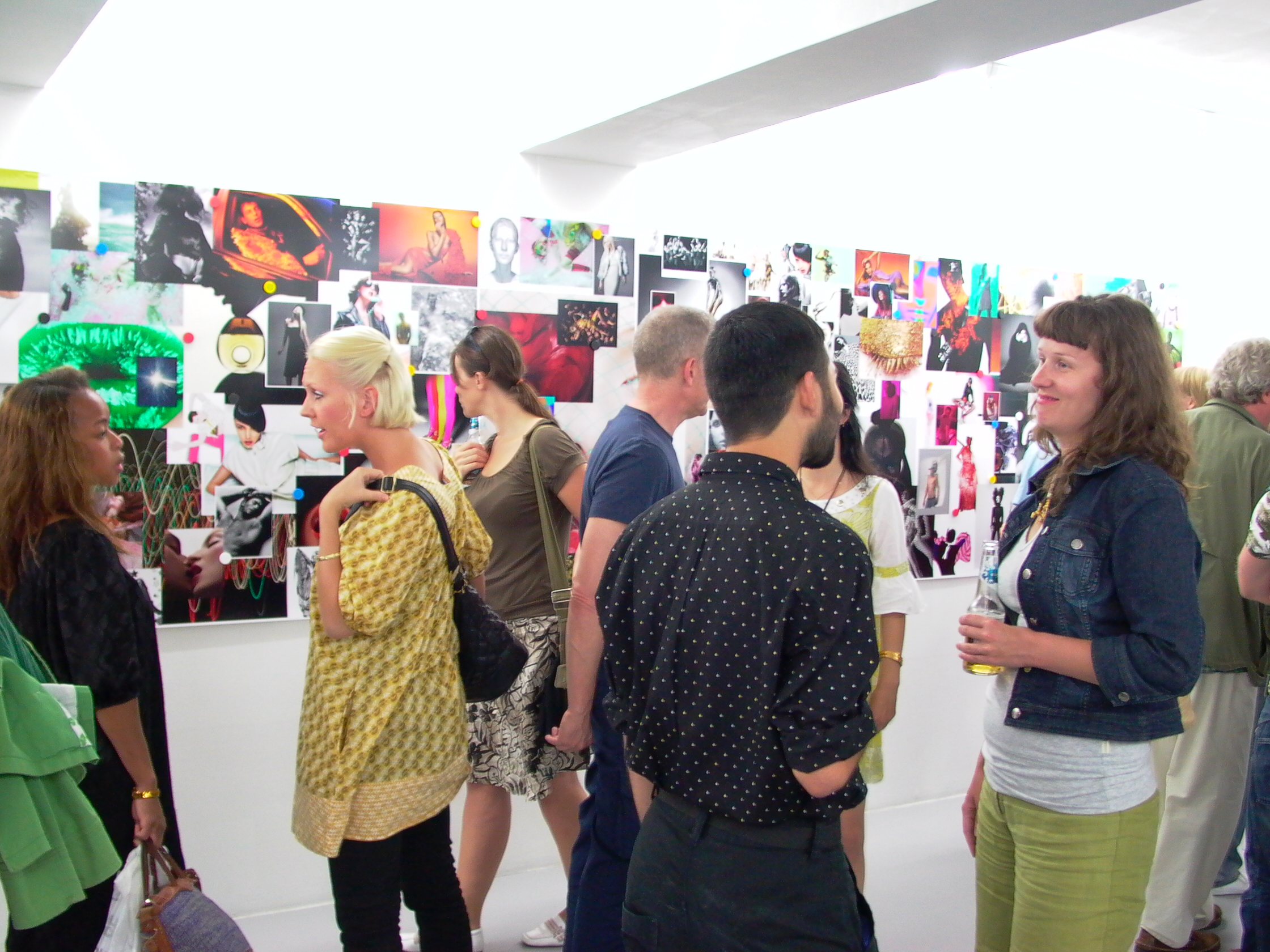
Proud curator just gave birth to a show
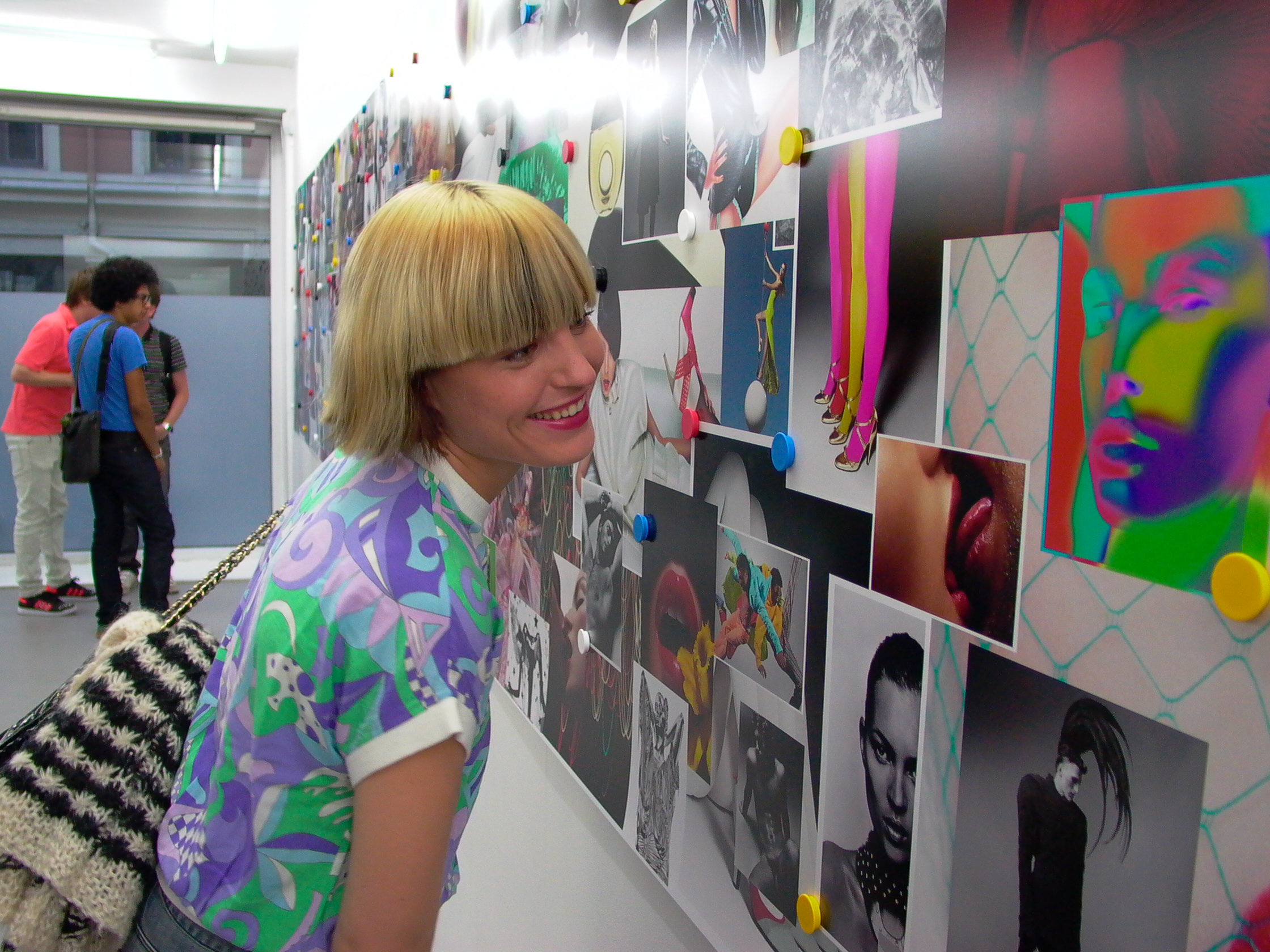
You see something you like?